# Дивизия Друэ (Первая империя)
Пехотная дивизия Друэ (фр. Division d'infanterie de Drouet) — пехотная дивизия Франции периода наполеоновских войн.
Сформирована 3 мая 1803 года как Пехотная дивизия Монришара (фр. Division d'infanterie de Montrichard) для ведения Ганноверской кампании в составе Армии Ганновера генерала Мортье. 27 августа 1803 года генерала Монришара на посту командира сменил Друэ д’Эрлон. 29 августа 1805 года стала частью 1-го армейского корпуса Великой Армии. Участвовала в Ульмской кампании, освобождала Мюнхен от австрийцев, затем сражалась при Аустерлице. 24 января 1807 года генерал Друэ был назначен начальником штаба 10-го армейского корпуса, а дивизию временно возглавил генерал Фрер.
С 1807 по 1813 год — Пехотная дивизия Виллатта (фр. Division d'infanterie de Villatte).
В сентябре 1808 года переброшена на Пиренейский полуостров, где и сражалась до отречения Наполеона.
C 1813 по 1814 год — Пехотная дивизия Аббе (фр. Division d'infanterie de Abbé).
Расформирована в апреле 1814 года.

## Организация дивизии
На 25 сентября 1805 года:
- 1-я бригада (командир — бригадный генерал Жорж Фрер)
  - 27-й полк лёгкой пехоты (командир – полковник Жан-Батист Шарноте)
- 2-я бригада (командир — бригадный генерал Франсуа Верле)
  - 94-й полк линейной пехоты (командир – полковник Николя Разу)
  - 95-й полк линейной пехоты (командир – полковник Марк Пешё)

На 1 апреля 1807 года:
- 1-я бригада (командир — бригадный генерал Жорж Фрер)
  - 27-й полк лёгкой пехоты (командир – полковник Жан Лакост)
  - 63-й полк линейной пехоты (командир – полковник Режи Мутон-Дюверне)
- 2-я бригада (командир — бригадный генерал Морис Жерар)
  - 94-й полк линейной пехоты (командир – полковник Жан Комбель)
  - 95-й полк линейной пехоты (командир – полковник Марк Пешё)

На 1 ноября 1811 года:
- 1-я бригада (командир — бригадный генерал Марк Пешё)
  - 27-й полк лёгкой пехоты (командир – полковник Жан Лакост)
  - 63-й полк линейной пехоты (командир – полковник Бенуа Мёнье)
- 2-я бригада (командир — бригадный генерал Этьен Лефоль)
  - 94-й полк линейной пехоты (командир – полковник Жан Комбель)
  - 95-й полк линейной пехоты (командир – полковник Шарль Ронзье)

## Подчинение и номер дивизии
- 1-я пехотная дивизия Армии Ганновера (3 мая 1803 года);
- 1-я пехотная дивизия 1-го армейского корпуса Великой Армии (29 августа 1805 года);
- 2-я пехотная дивизия 1-го армейского корпуса Великой Армии (17 сентября 1805 года);
- 3-я пехотная дивизия 1-го армейского корпуса Великой Армии (5 октября 1806 года);
- 3-я пехотная дивизия 1-го армейского корпуса Армии Испании (7 сентября 1808 года);

- 3-я пехотная дивизия 1-го армейского корпуса Южной армии (15 января 1810 года);
- 3-я резервная пехотная дивизия Южной армии (7 сентября 1811 года);
- 3-я пехотная дивизия Южной армии (7 февраля 1812 года);
- 3-я пехотная дивизия Центра Пиренейской армии (16 июля 1813 года).

## Командование дивизии

### Командиры дивизии
- дивизионный генерал Жозеф Монришар (3 мая 1803 – 26 августа 1803)
- дивизионный генерал Жан-Батист Друэ д’Эрлон (27 августа 1803 – 24 января 1807)
- бригадный генерал Жорж Фрер (1 февраля 1807 – 6 марта 1807)
- дивизионный генерал Эжен Виллатт (6 марта 1807 – 16 июля 1813)
- дивизионный генерал Луи Аббе (16 июля 1813 – 12 мая 1814)

### Начальники штаба дивизии
- полковник штаба Шарль Симон (3 ноября 1803 – 24 февраля 1805)
- полковник штаба Клэр-Франсуа Лютье (2 марта 1805 – 1806)
- полковник штаба Жан Нуазе (1806 – 1813)

## Награждённые

### Великие офицеры ордена Почётного легиона
- Эжен Виллатт, 2 января 1811 – дивизионный генерал, командир дивизии

### Комманданы ордена Почётного легиона
- Жан-Батист Друэ д’Эрлон, 14 июня 1804 – дивизионный генерал, командир дивизии
- Франсуа Верле, 14 июня 1804 – бригадный генерал, командир бригады
- Жорж Фрер, 14 июня 1804 – бригадный генерал, командир бригады
- Марк Пешё, 24 ноября 1808 – полковник, командир 95-го линейного
- Луи-Викторен Кассань, 23 января 1811 – бригадный генерал, командир бригады
- Жан Лакост, 23 января 1811 – полковник, командир 27-го лёгкого

### Офицеры ордена Почётного легиона
- Антуан Комбель, 14 июня 1804 – майор 95-го линейного
- Марк Пешё, 14 июня 1804 – полковник, командир 95-го линейного
- Николя Разу, 14 июня 1804 – полковник, командир 94-го линейного
- Шарль Симон, 14 июня 1804 – полковник, начальник штаба дивизии
- Жан-Батист Шарноте, 14 июня 1804 – полковник, командир 27-го лёгкого
- Жан Лакост, 15 ноября 1808 – полковник, командир 27-го лёгкого